# Denigomodu
Denigomodu is een district in Nauru, een eilandstaatje in Oceanië. Het district heeft een totale oppervlakte van 1,2 km² en telde 2843 inwoners op 1 januari 2006.
Oorspronkelijk was het district een gouw bestaande uit 17 afzonderlijke dorpen. In 1968 is besloten de naam Arijejen als plaatsnaam te gebruiken voor alle dorpen samen, dit omdat de meeste kernen aaneengegroeid waren.

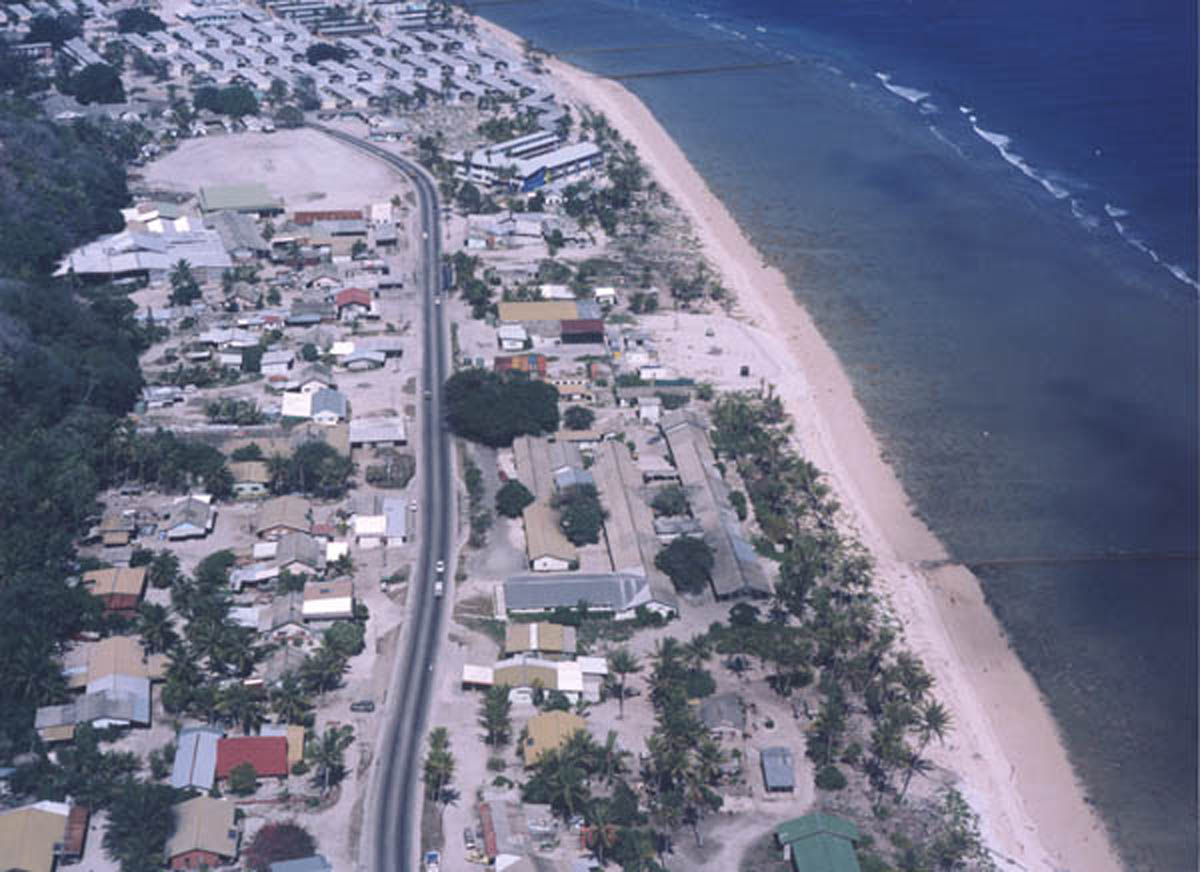
luchtfoto

Aiwo · Anabar · Anetan · Anibare · Baiti · Boe · Buada · Denigomodu · Ewa · Ijuw · Meneng · Nibok · Uaboe · Yaren